# 썸남 (만화)
《썸남》은 배철완 작가가 네이버에서 연재하는 웹툰이다. 2014 대학만화 최강자전 우승 작품이다.

## 등장인물
- 성기제

- 박규태

- 강민아

- 고든 굿맨

- 원형